# Ivan Groznyj (vulcano)
Il Ivan Groznyj (in russo Иван Грозный?; in giapponese 焼山?, Yake-Yama) è un vulcano attivo situato sull'isola di Iturup, nella Isole Curili meridionali (Russia). Appartiene al distretto Kuril'skij dell'oblast' di Sachalin.
Così chiamato in onore dello zar Ivan IV di Russia, soprannominato "Ivan il Terribile".
Il vulcano è del tipo a cupola lavica. Ha un'altezza di 1158 m. Si trova nella parte centrale dell'isola, nella parte meridionale della catena montuosa Groznyj; è affiancato (a nord-est) dal vulcano Teben'kova (1212 m).
Sono note eruzioni nel 1968, 1970, 1973, 1989, 2012, 2013. (VEI 1 e 2).